# 여성생명과학기술포럼
여성생명과학기술포럼(Women’s Bioscience Forum, WBF)은 여성 생명과학기술인의 능력 제고와 양성평등적 활용 지원을 통하여 생명과학기술의 발전과 보급에 기여할 목적으로 2001년 12월 17일 설립허가된 대한민국 미래창조과학부 소관의 사단법인이다. 사무실은 서울특별시 강남구 역삼동 635-4 과학기술회관 504호에 있다.

## 주요 활동

### 사이언스 오픈랩
여성 과학자가 부족한 한국의 현실을 극복하고자 여성 과학자가 되고 싶은 여학생을 위해 2013년부터 과학·연구를 체험할 수 있는 사이언스오픈랩(Science Open Lab)을 2013년부터 열고 있다. 대학원생들과 함께 연구하는 경험을 할 수 있다.

### 그 외의 여성 과학상
생명과학 분야의 연구원 인재 발굴을 위해 새별여성과학자상을 제정했다. 코스맥스의 후원으로 WBF-코스맥스 여성과학기술 약진상을 제정했다.